# Subdifferenziale
Il subdifferenziale è un concetto matematico utilizzato nello studio delle funzioni convesse.

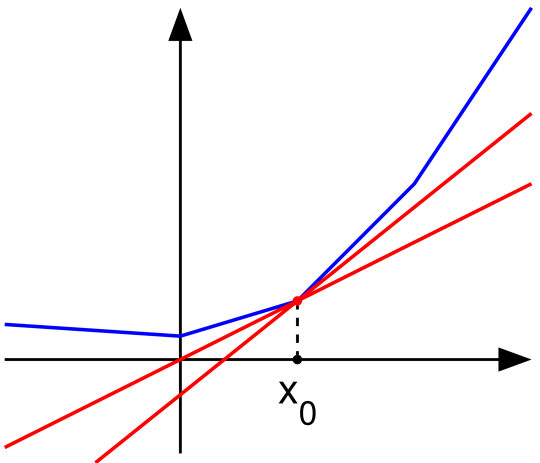
Una funzione convessa (in blu)
e due rette di supporto (in rosso)

Sia {\displaystyle f:\mathbb {R} ^{n}\rightarrow \mathbb {R} } una funzione convessa non necessariamente differenziabile; si definisce il subdifferenziale di f in x0 come:
{\displaystyle \partial f(x_{0})={\bigl \{}g\in \mathbb {R} ^{n}:f(x)\geq f(x_{0})+\langle g,x-x_{0}\rangle {\bigr \}}}
Si dice che {\displaystyle g\in \partial f(x_{0})} è un subgradiente in x0.
Un subgradiente quindi individua un iperpiano di supporto al grafico della funzione, e viceversa. Ad esempio in R un subgradiente è il coefficiente angolare della tangente al grafico in x0 (o la derivata della funzione che la definisce), come mostrato in figura; analogamente in Rn un subgradiente è il gradiente di un iperpiano di supporto.
Il subdifferenziale così definito è una diretta generalizzazione del caso differenziabile, infatti se f è differenziabile il subdifferenziale contiene solo il gradiente della funzione. Inoltre in questo caso
il membro destro della diseguaglianza che definisce un subgradiente è un'approssimazione di Taylor troncata al primo ordine. Tuttavia generalizzando si perdono alcune proprietà; il subdifferenziale infatti non è più un operatore differenziale ma un insieme.
Il subdifferenziale gode di alcune utili proprietà:
- se la funzione è convessa (continua) allora in ogni punto esiste un subgradiente,
- se 0 è un subgradiente di f in x allora x è un minimo globale di f,
- se x è un minimo globale di f allora 0 è un subgradiente di f in x,
- {\displaystyle \partial f(x)} è un insieme convesso.

I subgradienti, comunque, non sono generalmente unici. In particolare, quando la funzione non è differenziabile, posso esistere più iperpiani di supporto al grafico della funzione (come mostrato in figura). Pertanto anche un punto di minimo può avere un subgradiente non nullo.